# 石門駅 (香港)
座標: 北緯22度23分16.80秒 東経114度12分30.60秒 / 北緯22.3880000度 東経114.2085000度
石門駅（せきもんえき）は香港新界沙田区に位置するMTR屯馬線の駅である。ステーションカラーは■粟米黄色。

## 駅構造
島式ホーム1面2線の高架駅。

### 駅階層
| P ホーム     | ➊番線                        | ←■屯馬線 屯門方面                                        |
| P ホーム     | 島式ホーム、左側の扉が開く。 |                                                          |
| P ホーム     | ➋番線                        | ■屯馬線 烏渓沙方面→                                      |
| C コンコース | コンコース                   | 出口、サービスセンター、トイレ、駅商店、 「e分鐘著數」機 |

## 駅周辺
- 香港浸会大学石門校園
- 基督教国際学校
- 沙田第一城
- 小瀝源河
- 小瀝源路遊楽場
- 永得利中心
- 企業中心
- 偉達中心
- 利豊中心
- 匯貿中心
- 新貿中心
- 永得利大廈
- 匯達大廈
- 達利広場
- 新都広場
- 華順広場
- 浜景花園
- 翠湖花園
- 碧濤花園
- 建造業訓練場
- 王錦輝中学
- 王錦輝小学

## 歴史
- 2004年12月21日 - 開業。

## ギャラリー

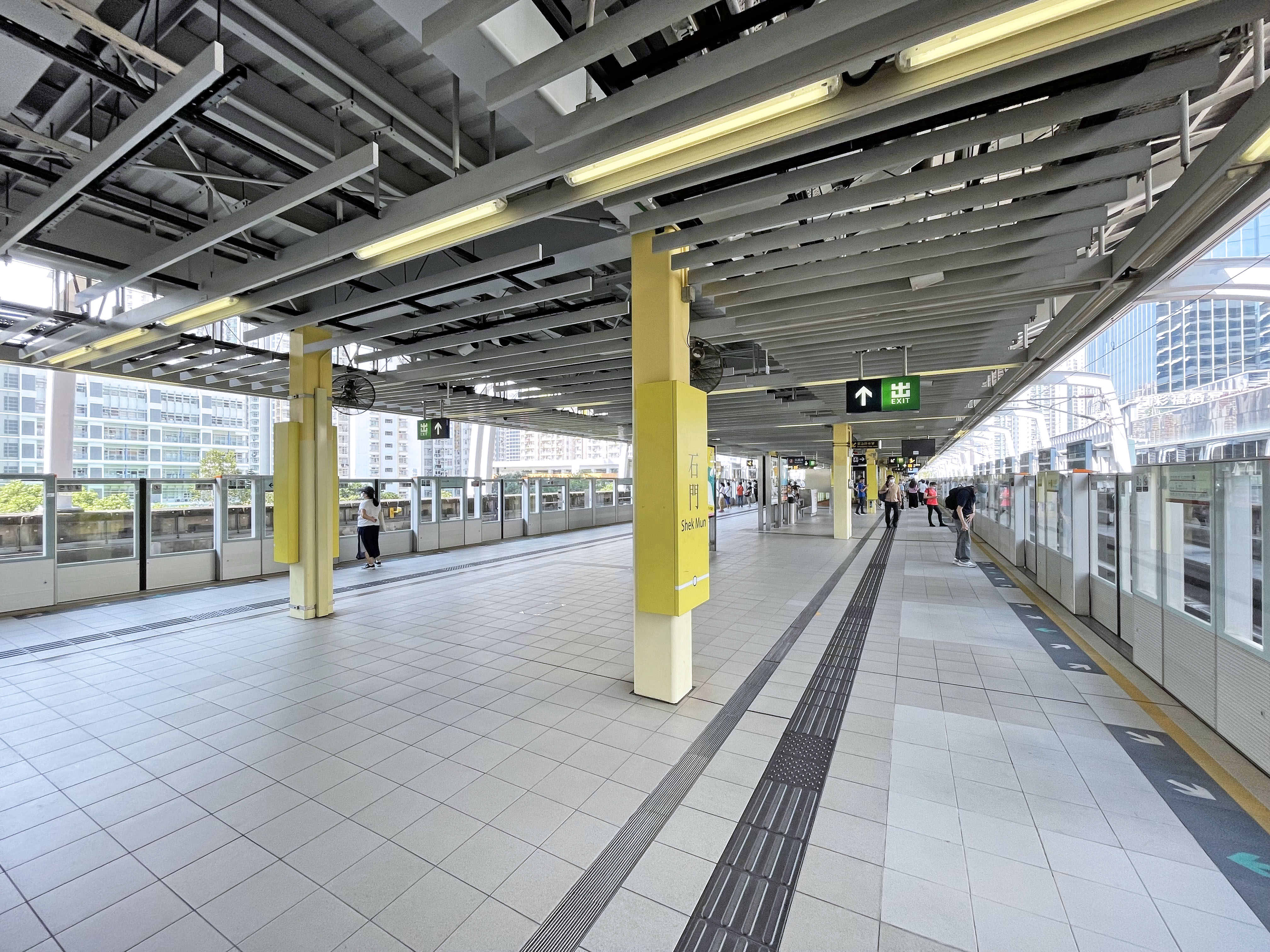
ホーム
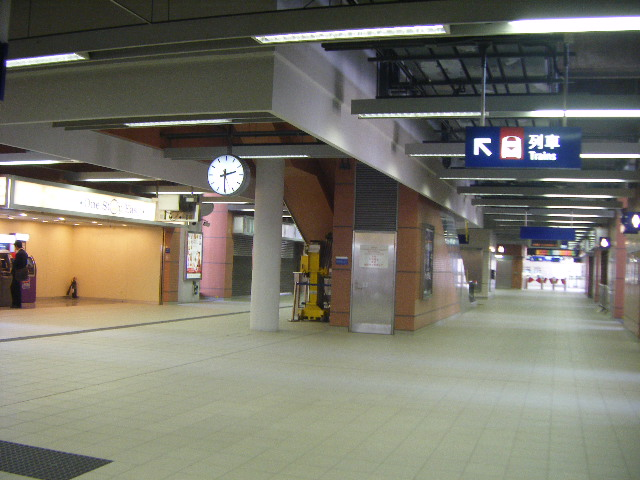
コンコース
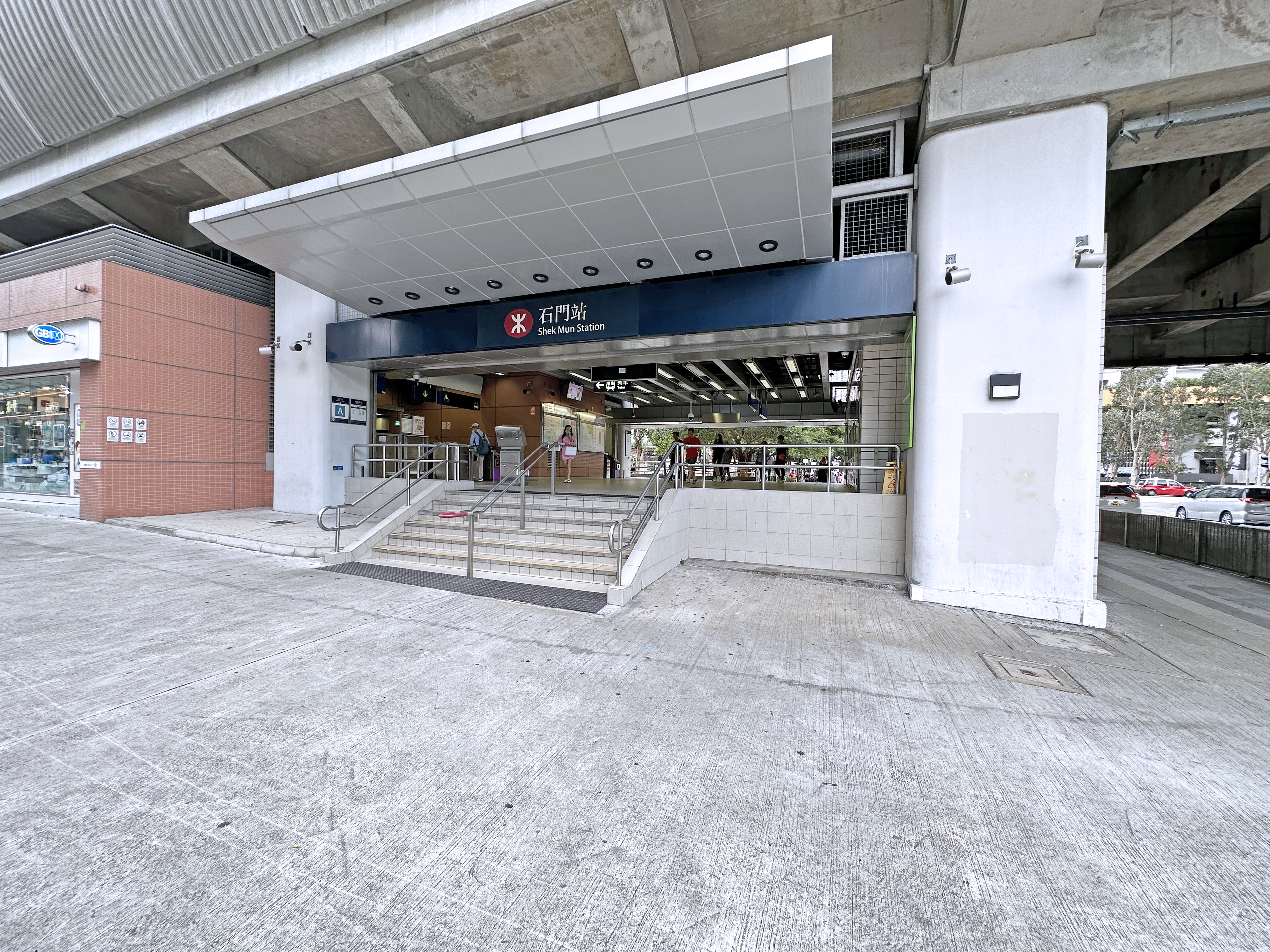
A出口
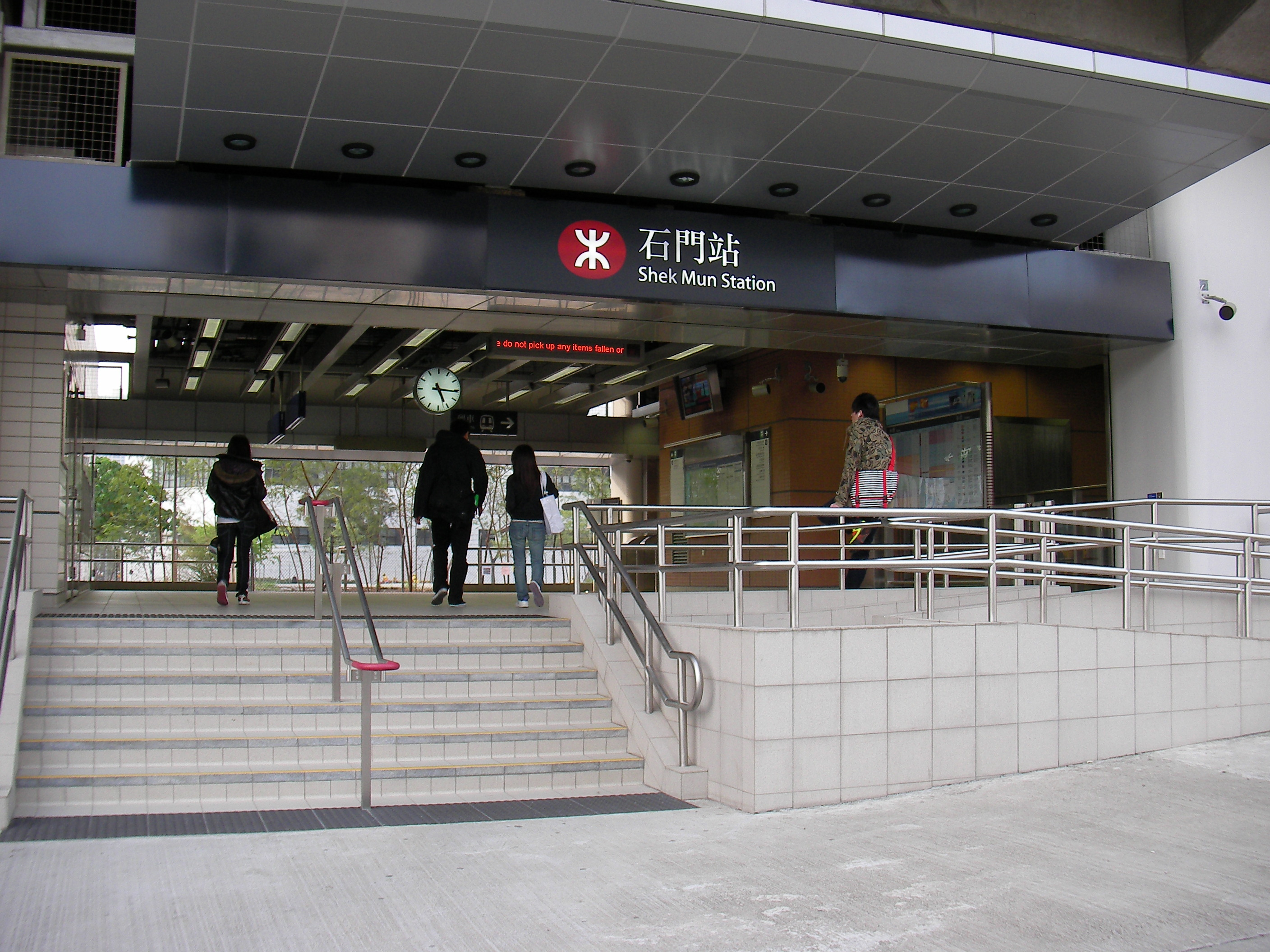
B出口

## 隣の駅
香港鉄路
■屯馬線
第一城駅 - 石門駅 - 大水坑駅